# Kryry
Kryry (in tedesco Kriegern) è una città della Repubblica Ceca facente parte del distretto di Louny, nella regione di Ústí nad Labem.